# 福嶋浩彦
福嶋 浩彦（ふくしま ひろひこ、1956年（昭和31年）9月26日 - ）は、日本の政治家。住民目線の会の共同代表。東京財団上席研究員。
消費者庁長官（第2代）、千葉県 我孫子市長（3期）、同市議会議員（3期）を務めた。

## 概要

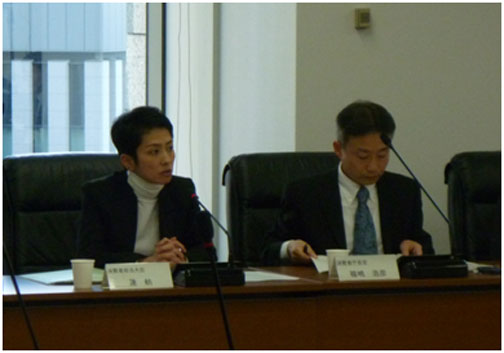
2011年4月4日、内閣府特命担当大臣（消費者及び食品安全）村田蓮舫（左）と物価担当官会議に出席

社会新報の記者を経て、生活協同組合我孫子センターに勤務した。その後、我孫子市議会議員や我孫子市長などを歴任し、全国青年市長会会長などを務めた。市長退任後は東京財団上席研究員に就任。2010年、消費者庁長官に任命され、2012年8月まで務める。

## 来歴

### 生い立ち
鳥取県米子市生まれ。鳥取県立米子東高等学校を卒業し、筑波大学第一学群社会学類に入学。しかし、1980年に学園祭の開催を求めてデモや集会を開き、学生運動を主導したことを理由に、1981年3月に除籍処分を受ける。その後、日本社会党参議院議員の矢田部理の誘いを受け、社会党の機関紙である社会新報の記者になった。1983年から、生活協同組合我孫子センターに勤務する。

### 我孫子市長
我孫子市長就任に際して「既得権をなくし、公正で透明な行政を行う」と宣言した。在任中は「市民自治」を提唱し、「〈市民の自立した活動〉と〈市民がコントロールする行政〉による市民自治」を目標に掲げた。
具体的な実績は次のとおり。
- 市が民間に出す補助金をいったん全て白紙とした上で、新たに市民検討委員会制度を導入[3]
- 常設型の住民投票条例を制定[4]
- 市職員採用に際して、試験委員に民間人を登用[4]
- シンポジウムや起業講座、相談会の開催によるコミュニティビジネスの育成[5]
- 古利根沼の自然環境保全を目的とする「オオバン市民債」の発行[4]
- 全国青年市長会の会長や、福祉自治体ユニットの代表幹事などを務める[4]
- 地域住民が共同で公園を整備・管理する「市民手づくり公園事業」の実施[6]
- 全国に先駆けて待機児童問題の解決に取り組み、その解消を達成[7]
- 病児保育を開始[8]

ただし市政の運営に際しては議会に対する根回しを行わなかったため、我孫子市議会にて条例案の否決や修正が頻発した。
また、在任中の2001年12月から2002年1月にかけて水道局の資金の運用に外貨預金を利用したことで約1200万円の損失が発生、2005年7月5日には、我孫子市が、当時現職であった福嶋浩彦我孫子市長と前水道局長に対し損害賠償を請求する事態に発展した。水道局の外貨預金を巡っては、預金直後から金融知識に詳しい監査委員から「適切でない」との指摘を受けていた。

### 消費者庁長官

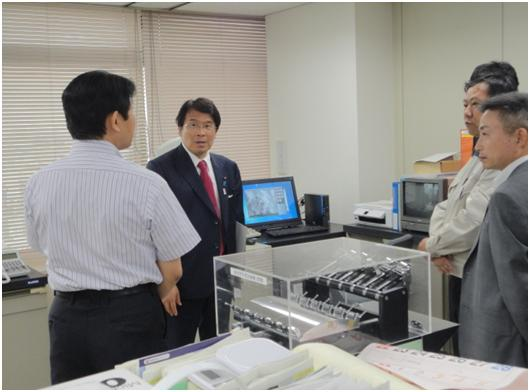
2012年5月31日、内閣府特命担当大臣（消費者及び食品安全担当）松原仁（奥左）と東京都消費生活総合センターを視察

麻生内閣の下で2009年に発足した消費者庁の初代長官には、建設官僚出身の内田俊一が就任した。しかし、内田が就任した同年9月1日は、第45回衆議院議員総選挙で自由民主党が敗北した直後であり、また鳩山由紀夫内閣が正式発足する直前であったため、民主党は当初から内田の起用に対し懐疑的な論調が強かった。
翌2010年に発足した菅直人内閣は、同年の中央省庁定例幹部人事に際して、消費者庁長官には官僚経験者ではなく、民間人を起用する方針が明らかにされた。同年7月22日、仙谷由人内閣官房長官が福嶋の消費者庁長官への起用を発表。同年8月11日、消費者庁長官に就任した。
就任に際して「消費者に寄り添う。生活者の立場に立つ」をモットーに掲げた。また「企業との摩擦も当然あると思うが、消費者庁の取り組みは企業が安全で質の高いサービスやモノを提供することにもつながる。消費者、企業の利益になる」と述べており、消費者庁の推進する消費者行政は、企業にとってマイナスになるものではないと主張した。
2012年8月10日、消費者庁長官を退任。

### 参院選出馬
2016年1月18日、夏の参院選の鳥取県・島根県選挙区に無所属での立候補を表明した。民主党や社民党、各種団体などの「山陰から日本の流れを変える会（仮称）」設立準備会から2015年12月に無所属での出馬を要請され、2016年1月11日に市民連合「住民目線で政治を変える会・山陰」を設立して共同代表に就いた。
同年1月18日に米子市で記者会見した福嶋は「安倍政治にブレーキをかけるため、全力を尽くす」と決意を述べた。表明会見では重点施策として「安全保障関連法の集団的自衛権や自衛隊の海外戦闘任務を容認する部分の廃止、生活向上を最優先にした堅実な経済の実現、前のめりの原発再稼働への歯止めと脱原発社会の実現」の三つを挙げた。福嶋は「徹底的に国家から出発している安倍政治とは逆の、徹底して住民から出発する政治を作る必要がある」などと述べた。
なおこの出馬表明に伴い、2015年4月よりレギュラーコメンテーターとして出演していた『NEWSチバ930』（千葉テレビ放送）は2016年1月で急遽降板することになった。統一候補として各野党（民進党、共産党、社民党、生活）が推薦し、連合や部落解放同盟のほか市民組織など約20団体が支援している。投開票の結果落選。

## 政策・主張

### 外国人の住民投票権
外国人に住民投票権を認める自治体が増えていることについて福嶋は、「日本人と同様に地域で生活し、納税し、公共サービスを利用している永住外国人が、可能な範囲で合意形成の場に入ることは大切だ。外国人の住民投票権が広がるのは当たり前だと思う」と述べている。

### 平和と安全法制
平和国家として国際的な地位を築き、平和外交を進める。集団的自衛権、自衛隊の海外での戦闘任務を容認する駆けつけ警護、他国軍への後方支援の拡大を廃止する。

### 地方自治と住民生活
自治体の判断で使える一括交付金（子育ち・子育て交付金、農林水産業交付金、中小企業振興交付金、弱い立場の人を支える交付金など）を創設する。総合診療医をかかりつけ医とする医療を地域に定着させる。

### 経済
格差社会の解消を目指す。労働者派遣の歯止め、非正規労働者への社会保険拡大、同一労働・同一賃金を推進する。地域の農林水産業と中小企業・創業を支援。TPPの全容を徹底して検証する。TPPを速やかに批准することに反対。地域の小規模農業を持続できる支援策を強める。所得や資産の多い人に対する課税を強化することに賛成。企業に課す法人税率を引き下げるべきであることにどちらかと言えば反対。

### その他
- 憲法改正についてはどちらとも言えない[18]。
- 選択的夫婦別姓制度に賛成[18]。「個人の尊厳と自由な意思が尊重される社会を目指したい」としている[19]。
- 永住外国人の地方参政権を認めることに賛成[18]。
- 外国人労働者の受け入れを進めることにどちらかと言えば賛成[18]。
- 首相が靖国神社に参拝することに反対[18]。
- 治安を守るためにプライバシーや個人の権利が制約されることに反対[18]。
- 男性同士、女性同士の結婚を法律で認めることにどちらかと言えば賛成[18]。
- 国会議員の議席や候補者の一定割合を女性に割り当てるクオータ制を導入すべきであることにどちらかと言えば賛成[18]。
- 被選挙権を得られる年齢を引き下げることに賛成[18]。
- 道徳教育をもっと充実させることにどちらかと言えば反対[18]。
- 都道府県に代えて道州制を導入することに反対[18]。
- 原子力規制委員会の審査に合格した原子力発電所は運転を再開すべきであることに反対[18]。
- 日本の防衛力をもっと強化することに反対[18]。
- 他国からの攻撃が予想される場合には先制攻撃もためらうべきではないことに反対[18]。
- 北朝鮮に対しては対話よりも圧力を優先することにどちらかといえば反対[18]。

## 人物

### 家族
父は反骨精神の強い人だった。母は教員として男女差別撤廃に立ち向かった。